# Association Sportive Saint-Raphaël Volley-Ball 2021-2022
Questa voce raccoglie le informazioni riguardanti l'Association Sportive Saint-Raphaël Volley-Ball nelle competizioni ufficiali della stagione 2021-2022.

## Organigramma societario
Area direttiva
- Presidente: Christine Girod

Area tecnica
- Allenatore: Alexis Farjaudon
- Allenatore in seconda: Fabien Cornet, Liesbet Vindevoghel

## Rosa
| N° | Nome                | Ruolo | Data di nascita   | Nazionalità sportiva |
| -- | ------------------- | ----- | ----------------- | -------------------- |
| 1  | Ajla Paradžik       | C     | 29 luglio 1994    | Bosnia ed Erzegovina |
| 3  | Kim Robitaille      | P     | 16 ottobre 1991   | Canada               |
| 6  | Lynn Blenckers      | C     | 9 settembre 1994  | Paesi Bassi          |
| 7  | Laura Miloš         | S     | 20 ottobre 1994   | Croazia              |
| 8  | Rudy Renko Ilić     | P     | 29 giugno 1997    | Croazia              |
| 9  | Fantine Gatard      | S     | 17 febbraio 1999  | Francia              |
| 10 | Alisée Camberabero  | L     | 23 febbraio 1996  | Francia              |
| 11 | Lisa Arbos          | S     | 22 novembre 1996  | Francia              |
| 12 | Olena Lymareva      | S     | 3 giugno 1992     | Ucraina              |
| 14 | Nikki Taylor        | O     | 23 giugno 1995    | Stati Uniti          |
| 16 | Sherylin Bashorun   | C     | 26 settembre 1993 | Camerun              |
| 17 | Mathilde Schoenauer | L     | 3 marzo 1997      | Francia              |